# Маркевич Олександр Петрович
Олександр Петрович Маркевич (6 листопада 1909, місто Фастів, тепер Київської області — загинув 29 жовтня 1976, місто Москва, тепер Російська Федерація) — український радянський діяч, журналіст, відповідальний редактор київської обласної газети «Київська правда», декан факультету журналістики Київського державного університету. Кандидат історичних наук (1940), професор (1963).

## Життєпис
Народився в родині залізничника. З 1921 по 1927 рік навчався і 3-й залізничній трудовій школі міста Києва.
З 1926 по 1929 рік працював різноробом у різних організаціях, переважно на Південно-Західній залізниці. У 1929—1931 роках — заливник, маркувальник на станціях «Київ-1 Пасажирський» та «Київ-1 Товарний».
Член ВКП(б) з 1931 року.
У 1931—1934 роках — студент історичного факультету Київського інституту народної освіти (Київського державного університету).
Одночасно з 1933 по 1941 рік працював асистентом на історичному факультеті Київського державного університету.
У 1934—1938 роках — аспірант Київського державного університету. Був першим звільненим секретарем партійного комітету, начальником навчальної частини університету (з 1936 року). У 1940 році захистив кандидатську дисертацію.
З 1941 року — доцент історичного факультету Київського державного університету.
У 1941—1942 роках виконував обов’язки завідувача кафедри основ марксизму-ленінізму Дніпропетровського фармацевтичного інституту в місті П'ятигорську.
У 1942—1943 роках — лектор Барнаульського міського комітету ВКП(б) Алтайського краю.
У 1943 році — завідувач кафедри основ марксизму-ленінізму П'ятигорського хіміко-фармацевтичного інституту Ставропольського краю.
У 1944—1946 роках — лектор, керівник лекторської групи Київського обласного комітету КП(б)У.
У 1946 — травні 1951 року — відповідальний редактор київської обласної газети «Київська правда».
У травні 1951 — лютому 1953 року — заступник завідувача відділу пропаганди і агітації ЦК КП(б)У.
У лютому — травні 1953 року — завідувач відділу науки і вищих навчальних закладів Київського обласного комітету КПУ. 
У травні (затв.) 1953—1955 роках — завідувач відділу пропаганди і агітації Київського обласного комітету КПУ. 
У 1955—1963 роках — доцент кафедри історії СРСР, у 1963—1976 роках — професор кафедри історії СРСР історичного факультету Київського державного університету імені Тараса Шевченка. Читав курси і спецкурси: «Історія СРСР», «Історія культури народів СРСР».
Одночасно в 1971—1972 роках — декан факультету журналістики Київського державного університету імені Тараса Шевченка.
Основні праці: «Разгром Карла XII» (Київ, 1946); «Великий подвиг. 250-летие Полтавской битвы»” (Київ, 1955); «В. В. Стасов. Гражданин, критик, демократ» (Київ, 1969). Автор багатьох публікацій у наукових збірниках, періодичних виданнях.
Член Спілки журналістів СРСР. Обирався депутатом районної, міської, обласної рад депутатів трудящих м. Києва і області (в 1947—1969 роках). Був членом правління Київського обласного товариства «Знання».
Трагічно загинув 29 жовтня 1976 року в Москві.

## Нагороди і звання
- орден Трудового Червоного Прапора (23.01.1948)
- орден «Знак Пошани»
- медаль «За доблесну працю у Великій Вітчизняній війні 1941—1945 рр.»
- медалі
- Почесна грамота Президії Верховної Ради Української РСР